# Миро Вальбурги

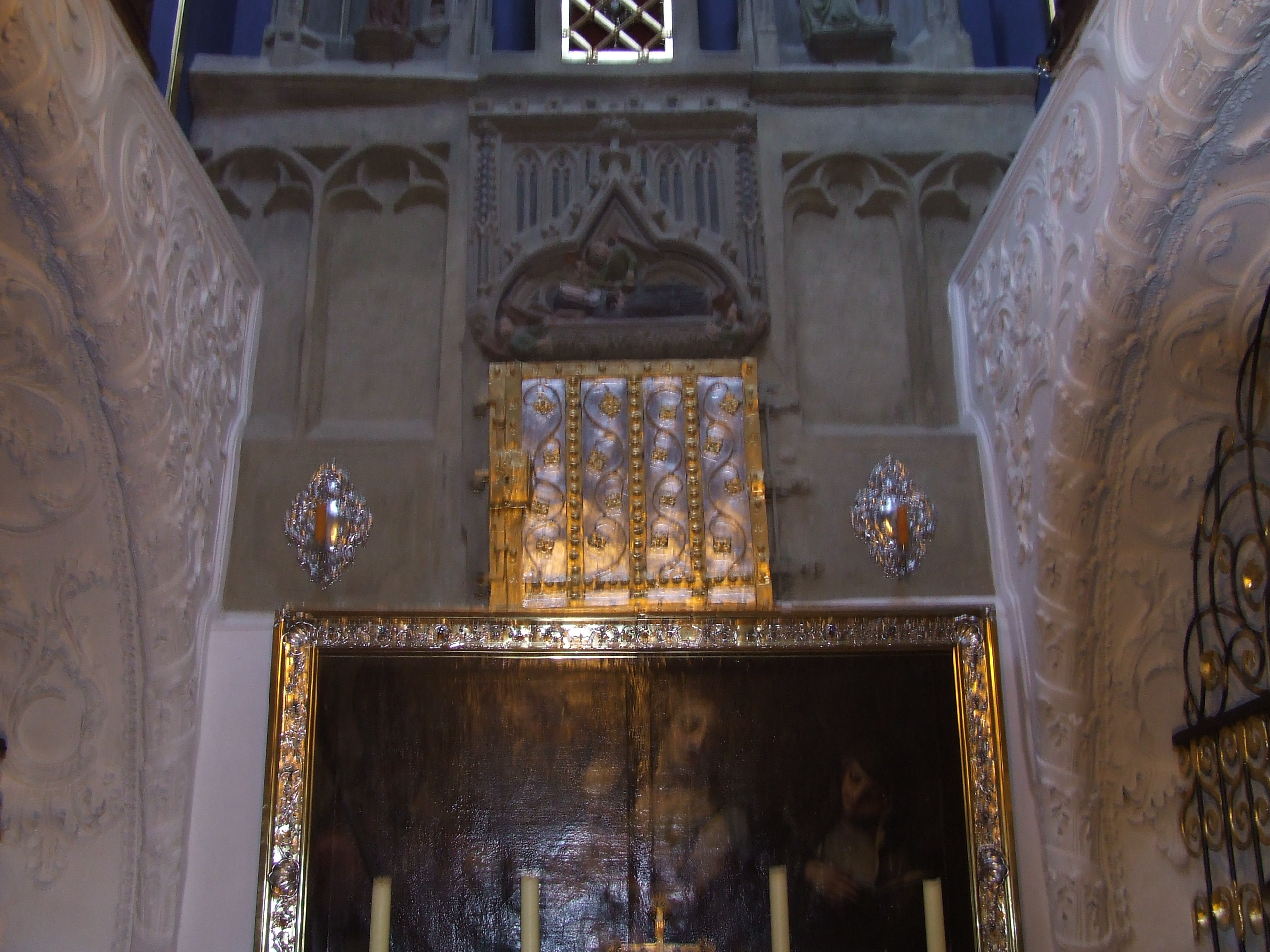
Гробница Святой Вальбурги Хайденхаймской. Позади серебряной дверцы находятся мощи святой, источающие «масло» Вальбурги (миро Вальбурги).

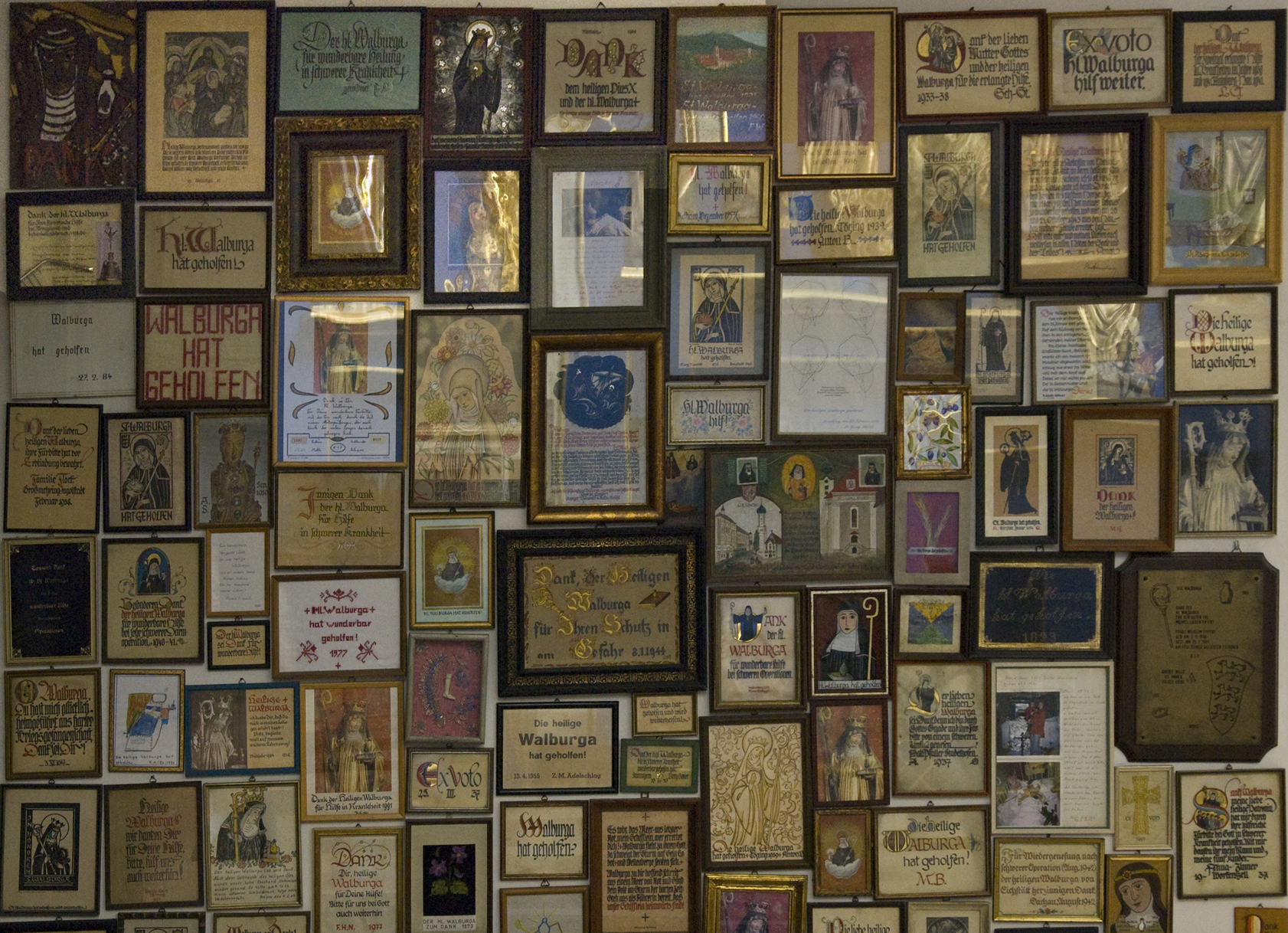
Благодарственные таблички об исцелении болящих в крипте церкви Святой Вальбурги, Айхштетт.

Миро Вальбурги (нем. Walburgisöl), — жидкость (миро), истекающая из гробницы святой Вальбурги в Айхштетте (Бавария, Германия), используемая как лечебное средство верующими христианами.

## История
Начиная с 1042 года из гробницы святой Вальбурги регулярно истекает так называемое «масло» Вальбурги, признанное одним из христианских чудес Германии. Мироточение происходит ежегодно с 12 октября (день памяти перенесения мощей святой Вальбурги) по 25 февраля (день её смерти).
Миро Вальбурги представляет собой чистую, прозрачную, бесцветную и безвкусную жидкость, появляющуюся в виде капель под днищем гробницы. Из-за медленного процесса укрупнения и большой величины капель, жидкость и получила именование «масла» Вальбурги. Мощевик, в котором покоятся в основном кости грудной клетки святой Вальбурги, изготовлен из местного светло-серого известняка. Саркофаг опирается на две поперечные каменные колодки, так что под ним существует небольшое свободное пространство. Капли миро отрываются от днища гробницы и падают в специальные воронки, откуда по серебряным желобам собираются в позолоченную чашу.
По традиции, сложившейся за сотни веков, инокини монастыря святой Вальбурги разливают миро по небольшим бутылочкам и предоставляют нуждающимся больным за небольшое пожертвование. В монастыре имеются письменные свидетельства многочисленных исцелений, произошедших после внешнего или внутреннего употребления «масла» Вальбурги. За сотни лет вера в чудотворное качество масла распространилась в народе и вышла далеко за границы Айхштетта.
До сего дня небольшие пузырьки с миром св. Вальбурги можно приобрести в лавке монастыря Св. Вальбурги или их высылают нуждающимся по почте. 25 февраля, в очередную годовщину смерти святой Вальбурги, многочисленные паломники посещают монастырь и его священную гробницу. С XV века святая Вальбурга изображается вместе с сосудом миро.

## Дни особых истечений миро
История монастыря свидетельствует о том, что кроме ежегодных истечений миро в указанный промежуток времени, бывали случаи внезапного прекращения его истечения или, наоборот, оно появлялось в другое (летнее) время. Замечено, что наиболее обильное мироточение открывается в периоды стихийных и иных общественных бедствий (эпидемии чумы, холеры и пр.).
Монастырская летопись зафиксировала, что когда айхштеттского епископа Фридриха II (епископское служение с 1237 по 1246 год) запретили в служении из-за конфликтов с местной знатью, мироточение прекратилось. Только после того, как запрещение было снято, принесены покаянные молитвы и проведён крестный ход к мощам святой, мироточение восстановилось.
В другой раз миро истекло 7 июня 1835 года. В этот день король Баварии Людвиг I подписал указ о возобновлении после периода секуляризации монастырской деятельности и приёме в монастырь св. Вальбурги новых послушниц.

## Химический состав миро
Доктор Марк Бенеке, специалист по криминальной биомедицине, исследовал пробы «масла» Вальбурги как самостоятельно, так и с помощью специалистов независимой лаборатории в Швейцарии.

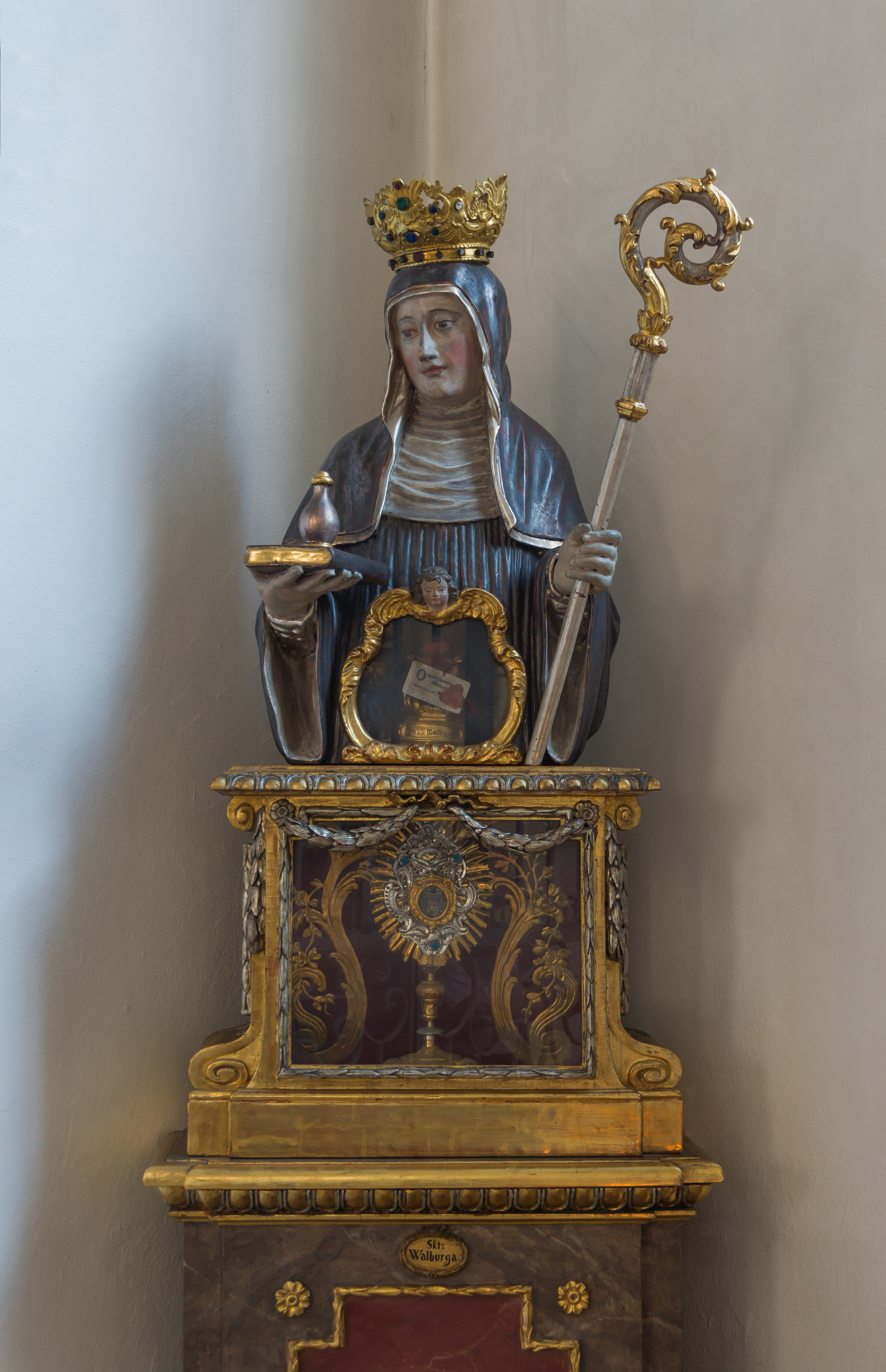
Скульптурный образ святой Вальбурги в церкви Св. Петра в Мюнхене. Видны сосуд с миром и частицы мощей святой Вальбурги.

Результаты химического анализа оказались следующими:
- Алюминий 36,7 мг/л
- Хром 4,43 мг/л
- Медь 31,5 мг/л
- Марганец 18,5 мг/л
- Никель <1,00 мг/л
- Свинец <1,00 мг/л
- Олово 2,32 мг/л
- Кальций 73 300 мг/л
- Магний 40 700 мг/л
- Натрий 28 600 мг/л
- Калий 3740 мг/л
- Фосфор <6,0 мг/л
- Железо 13,8 мг/л
- Цинк 733 мг л
- Нитрат 862 мг/л
- Нитрит <10,0 мг/л

Специалисты утверждают, что данная жидкость не может быть конденсатом, поскольку в ней содержится слишком много ионов. Наличие большого количества цинка может быть объяснено старыми оцинкованными желобами, по которым миро стекает в чашу. Большое количество кальция объясняется как его биологическим происхождением (от мощей святой Вальбурги) так и составом материала гробницы. В целом химический состав жидкости «напоминает» обычную питьевую воду. Исследования пока не могут объяснить, почему вода стекает большими тягучими каплями, уподобляющими воду маслу.

## Использование миро
Католические священнослужители и монахини айхштеттского монастыря, опираясь на многовековой опыт использования миро святой Вальбурги, рекомендуют применять его как для внутреннего употребления, так и для внешнего. Химический анализ также не противопоказан для подобного применения.
Для внутреннего употребления миро можно, согласно старинной практике, разводить чистой питьевой водой, но не смешивать с напитками. При внешнем употреблении, влажной салфеткой, смоченной миром, протирают больные части тела, например, раны, глаза и т. д., а затем салфетка сжигается.